# Поликлет Младший

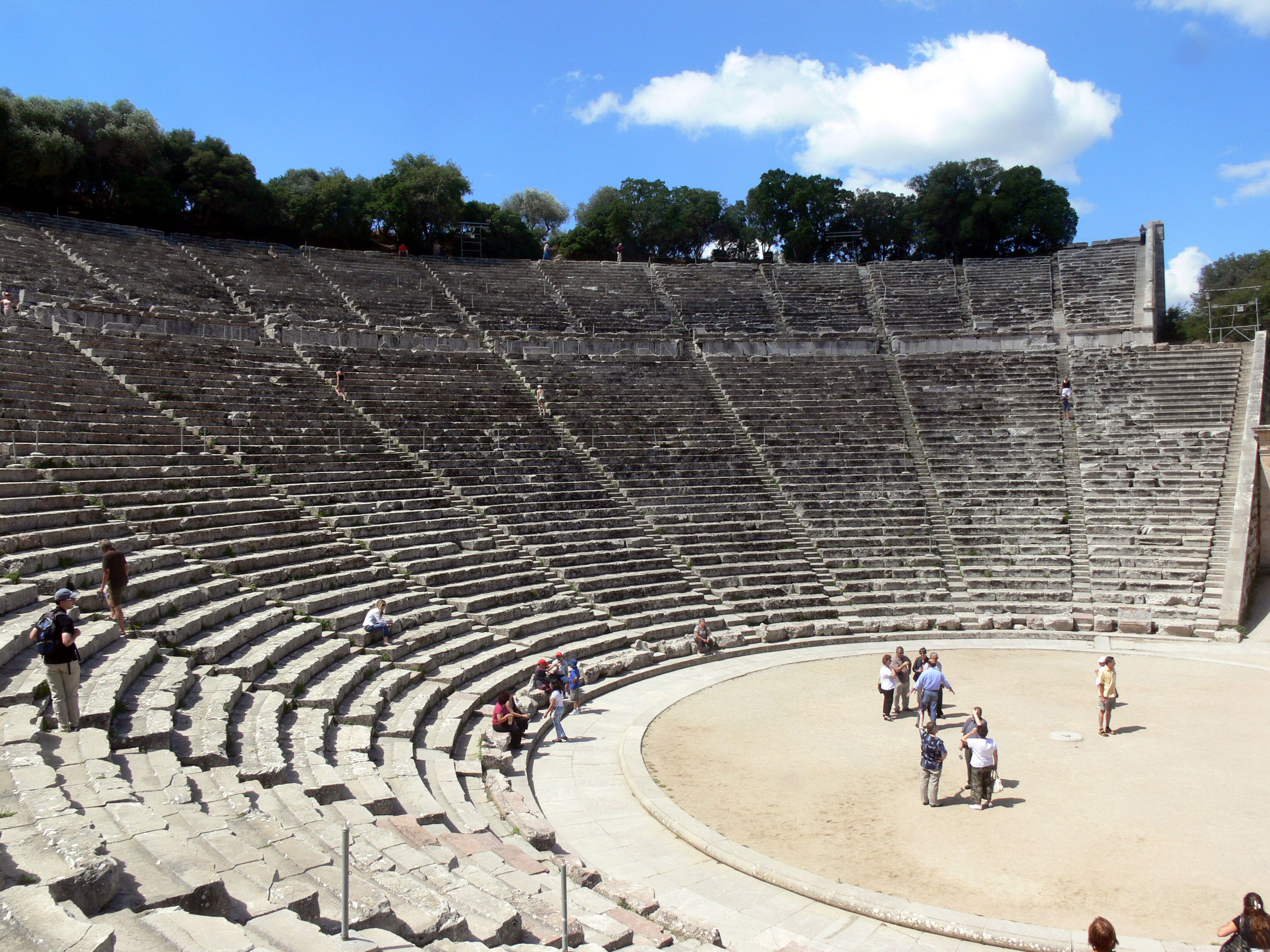
Театр в Эпидавре

Поликлет Младший (греч. Πολύκλειτος) — древнегреческий архитектор, работал в IV веке до н. э. в Эпидавре. Известен как Поликлет Младший для отличия от Поликлета Старшего, родственником которого очевидно является (внуком?).
Самыми известными зданиями мастера являются:
- Фимела (толос) с колоннадой — дорической снаружи и коринфской внутри;
- Театр на 14 тыс. мест (350—330 до н. э.), который отличается совершенством общей композиции (фоном для действия служит естественный пейзаж) и отдельных архитектурных элементов (торжественные порталы проходов, отделяющих скену от театрона), а также замечательной акустикой, которая обеспечивается специальным профилем театрона и резонаторами под скамьями для зрителей.